# Biserica „Adormirea Maicii Domnului” din Șalvirii Noi
Biserica „Adormirea Maicii Domnului” este o biserică amplasată în Șalvirii Noi, raionul Drochia, Republica Moldova. Este un monument arhitectural de importanță națională inclus în Registrul monumentelor Republicii Moldova ocrotite de stat cu nr. 638 (raionul Drochia). Datează din 1930.